# Biométéorologie
La biométéorologie est la science des impacts des phénomènes atmosphériques sur les êtres vivants (plantes, animaux et humains) sur une période courte allant de la journée à une saison. Ses principaux sujets d'études sont reliés à la variation de la température, du rayonnement solaire, des vents, de l'humidité, de la pression, des précipitations, de la pollution (naturelle ou humaine) et des électrométéores. Il ne faut pas la confondre avec la bioclimatologie qui concerne les interactions et adaptations climatiques de longue durée.

## Définition
La biométéorologie est une science interdisciplinaire qui se concentre sur l'observation physiologique in situ et la simulation dans des chambres climatiques des effets du changement des conditions météorologiques sur le vivant. Elle procède par analyses statistiques des données météorologiques et médicales existantes. Ces phénomènes influencent les processus biologiques sur de courtes durées. Ainsi, l'intensité lumineuse devient suffisante pour que la photosynthèse débute dans les feuilles dès le lever du soleil. Ensuite, au cours de la journée, la température et l'humidité de l'air peuvent induire la fermeture partielle ou totale des stomates, une réponse typique de nombreuses plantes pour limiter la perte d'eau par évapotranspiration. Plus généralement, l'évolution quotidienne des variables météorologiques contrôle le rythme circadien des plantes comme des animaux, les rendements agricoles, la santé, le bien-être et la tolérance des organismes aux extrêmes environnementaux.
Les organismes vivants, pour leur part, peuvent modifier par leur quantité les conditions météorologiques. Le taux d'évapotranspiration contribue par exemple à la libération de vapeur d'eau dans l'atmosphère. Ce processus local, relativement rapide et continu, peut contribuer significativement à la persistance des précipitations dans cette zone  (voir Rivière volante).

### Spécialisations
On distingue donc trois domaines avec chacun des sous-spécialisations :
- Phytobiométéorologie pour les effets sur les plantes, en particulier les cultures (agrométéorologie) et la météorologie forestière ;
- Zoobiométéorologie  pour les effets sur les animaux et les insectes, en particulier en ce qui concerne les animaux de ferme et le développement des insectes ravageurs ;
- Biométéorologie médicale, ou météoropathologie, à propos de l'influence du temps sur l'homme.

## Corrélations

### Physiologiques
Les conditions météorologiques transitoires induisent des réactions chez tous les êtres vivants. Les changements de température causent la vasoconstriction ou la dilatation des vaisseaux sanguins. Un refroidissement déclenche le frissonnement et le réchauffement, la sudation. Ces deux effets sont nécessaires à la thermorégulation, la respiration et les processus physiologiques de l'équilibre hydrique du milieu intérieur. La vitesse du vent, l'insolation, l'humidité relative de l'air peut aggraver ou amoindrir les effets.
Les échanges gazeux s'accompagnent d'une déperdition d'eau pour l'organisme. La pression partielle de vapeur d'eau, d'oxygène et de gaz carbonique, ainsi que la présence d'aérosols vont influencer son efficacité. La température et l'humidité de l'air inspiré par un animal peuvent causer l'irritation des bronches pour un air très froid, le dessèchement des muqueuses de l'appareil respiratoire favorisant la sécrétion de mucosités pour un air chaud et sec, etc.
Le système endocrinien, notamment dans le processus de synthèse de la vitamine D, sont influencés par le rayonnement solaire dans les différentes gammes ultraviolettes (UVC, UVB, UVA). La couche d'ozone protège contre les plus énergétiques UVC, les rayons UVB pénètrent dans l'épiderme et sont filtrés efficacement par la mélanine synthétisée par l'organisme et responsable du bronzage cutané. Les rayons UVB agissent aussi sur le système immunitaire et leur l'abus de l'exposition au soleil affaiblit la surveillance immunologique des cellules de Langerhans situées dans la couche cornée, favorisant le développement de cancers cutanés. Les rayons UVA pénètrent jusqu'au derme et sont principalement responsables du vieillissement de la peau.
Les électrométéores liés à l'occurrence d'orages affecteraient la respiration et le système nerveux. Le gradient vertical de potentiel électrique, le comptage des décharges atmosphériques, l'ionisation et la conductibilité électrique de l'air pourraient amener à une diminution de la mobilité des cils vibratiles de la trachée-artère, une diminution de la capacité pulmonaire totale et un assèchement de la surface des muqueuses de la trachée.
La production et le transport des allergènes (pollens et les aérosols) dépend aussi des conditions météorologiques qui peuvent les favoriser ou les entraver, affectant parfois gravement le bien-être. Il existe aussi un certain nombre de maladies et de symptômes qui sont causés ou exacerbés par certains types de conditions météorologiques : le rhume, la grippe, la pression artérielle, les douleurs articulaires, les maux de tête, les maladies pulmonaires, etc.

### Psychologiques
Au-delà de ces effets physiologiques, plus ou moins ressentis, on peut rajouter les effets psychologiques qui ne sont pas liés directement aux conditions météorologiques mais à leurs conséquences sur les êtres humains en termes de pensées, d'émotions et de comportements :
- Effets sur le comportement selon que le temps est ensoleillé ou maussade ;
- Certains vents (vent d'autan, Sirocco, Foehn, etc.), sont supposés rendre nerveux, indifférents ou euphoriques.